# 理容美容専門学校西日本ヘアメイクカレッジ
理容美容専門学校西日本ヘアメイクカレッジ（りようびようせんもがっこう にしにほんヘアメイクカレッジ）は、学校法人いわお学園が運営する大阪市天王寺区にある専修学校。

## 学科
- 北校舎
  - 美容科普通コース
  - 通信課程理容科
  - 通信課程美容科
  - プロ理容師養成科
  - プロ美容師養成科
- 天王寺Mio校
  - 美容科普通コース
  - 美容科ワーキングスタディコース
  - 通信課程美容科

## 所在地
- 〒543-0055 大阪市天王寺区悲田院町3-5

最寄り駅は、JR・地下鉄 天王寺駅、近鉄大阪阿部野橋駅

## 備考
天王寺Mio校は、中学校卒業以上で入校できる。